# Il drago dei desideri
Il drago dei desideri (Wish Dragon) è un film d'animazione del 2021 diretto da Chris Appelhans.
La pellicola è stata prodotta dalla Sony Pictures Animation.

## Trama
Durante una lezione sul kanji del drago il piccolo Din conosce Li Na, una bambina del suo stesso quartiere con la quale stringe un’imprevedibile ma salda amicizia. Tuttavia per via del progressivo sviluppo tecnologico ed industriale della città di Shanghai, il signor Wang il padre di Li Na, costringe la figlia ad un ottimistico trasloco per assicurare alla bambina uno stile di vita completamente diverso, interrompendo però difatti la sua amicizia con Din.
Trascorsi diversi anni Din che vive ancora nel quartiere povero della città, è uno studente universitario promettente che però si assenta frequentemente alle lezioni per fare qualche lavoretto straordinario in modo tale da potersi permettere un vestito elegante per l’imminente compleanno di Li Na, con la quale ha però ormai perso i contatti da tempo. Raggiunto un palazzo diroccato per la sua ultima consegna, Din ha uno strano incontro con un vecchio che reputandosi un Dio dona al ragazzo una vecchia teiera di giada, informandolo di aver scelto lui perché “puro di cuore”. Nel frattempo tre scagnozzi inviati da un misterioso mittente che si scopre essere il signor Wang si mettono sulle tracce della stessa teiera, consci delle sue infinite capacità magiche. 
Tornato a casa Din ha una discussione con sua madre la signora Song, dopo che quest’ultima è venuta a conoscenza della negligenza del figlio nei confronti dell’università benché ignara delle reali intenzioni di Din. Il ragazzo infatti dopo aver comprato un abito da sfoggiare l’indomani alla festa di Li Na esce di nascosto di casa per prepararsi al confronto con la ritrovata amica ma il vestito di evidente scarsa qualità, si scuce completamente. All’improvviso però dalla teiera offerta dal vecchio si inebria del fumo, provocando così la fuoriuscita di un drago rosa parlante Long il quale comunica a Din di essere un drago dei desideri e che potrà esaudire 3 suoi desideri, ed essendo Din il suo decimo e ultimo padrone ciò comporterà anche la sua definitiva ascensione al Regno degli Spiriti dopo aver passato più di mille anni sulla Terra a servire i suoi precedenti padroni. Il drago invoglia subito Din ad esprimere i suoi desideri così che possa defilarsi il più velocemente possibile, ma l’arrivo degli scagnozzi inviati dal signor Wang costringe il ragazzo alla fuga. Durante il confronto con i tre uomini, Ding esprime inavvertitamente il desiderio di saper combattere riuscendo a mettere al tappeto i farabutti attraverso incredibili mosse di Kung Fu. 
Il giorno seguente Long rivela di aver esaudito il desiderio involontario di Din della notte precedente e lo esorta ad esprimere ciò che tutti i suoi precedenti padroni hanno sempre richiesto ovvero una grande montagna d’oro, ma il ragazzo si dimostra sin da subito per niente avido e vorrebbe bensì che il drago lo aiutasse a “riconquistare” la sua amica Li Na. Per questo esprime il desiderio di diventare ricco per sole 24 ore in modo tale da infiltrarsi alla festa di compleanno della ragazza con lo stesso Long in qualità di suo assistente personale. Alla festa però Li Na non riconosce subito Din forse a causa del suo diverso aspetto, perché preoccupata a soddisfare le esigenze del padre che tra l’altro non ha trovato neanche il tempo di presentarsi alla cerimonia. Din salva la situazione improvvisando uno spettacolo di Kung Fu in modo tale da tenere impegnati gli ospiti ma scorge Li Na abbandonare la festa perché risentita dell’assenza del padre. Dopo averla raggiunta nella cucina, il ragazzo riesce a confortarla facendola sentire per la prima volta realmente ascoltata ma alla fine non trova il coraggio di dichiarare la sua vera identità e si presenta come Dan quando il signor Wang collegatosi dal suo ufficio organizza un appuntamento con la figlia, rendendo quest’ultima molto contenta. Durante il viaggio di ritorno a casa, Long sprona nuovamente Din ad esprimere il suo ultimo desiderio informandolo di essere stato in passato un essere umano lodevole che però prima di poter accedere al paradiso, ha ricevuto come ricompensa quella di essere trasformato in un drago dei desideri.  
Il giorno seguente, Din si reca all’appuntamento con Li Na ma sotto consiglio di Long che era stato un nobile finisce con l’indispettire la ragazza, mostrandosi spocchioso e maleducato. A complicare le cose si aggiunge anche l’arrivo degli uomini di Wang che costringono Din e Li Na a scappare: i due riescono ad avere la meglio e volano via a bordo di Long trasformatosi in aquilone. Atterrati nel quartiere di Din, il secondo desiderio del ragazzo termina la sua efficacia facendo in modo che il suo abbigliamento permetta a Li Na di ricordarsi di lui e di tutte le persone del quartiere in cui viveva da piccola. Dopo aver passato la serata presso il complesso dove abitano Din e sua madre, Li Na però si rende conto che il suo rapporto con Din non potrà continuare, essendo lei ormai avvezza ad uno stile di vita completamente diverso e con aspettative troppo alte da soddisfare. 
Ormai deluso e rassegnato, Din invoca Long ed esprime il suo ultimo desiderio pretendendo la montagna d’oro che il drago gli aveva sempre proposto, essendo il denaro l’unico modo per ottenere la considerazione e il rispetto che vorrebbe. Long però compreso l’animo nobile del ragazzo, decide di mostrargli il proprio passato prima di esaudire il suo ultimo desiderio. Rivela così di aver mentito e di non essere mai stato un uomo buono, ma un avaro e cinico signore che aveva costretto le proprio figlie a sposarsi con altrettanti benestanti nobili e i propri figli ad espandere il suo regno senza curarsi dei loro veri interessi o se fossero morti in battaglia, tanto da ritrovarsi in punto di morte solo e disprezzato anche dai suoi stessi sudditi, arrivando così a maledire gli dei per il destino che gli era stato riservato; per questo motivo una volta raggiunta la porta del paradiso, fu punito dal Dio per la sua pessima condotta trasformato in un drago dei desideri e relegato sulla Terra per comprendere il vero senso della vita. 
Nel frattempo Li Na tornata a casa, informa il padre della vera identità di Dan e quest’ultimo che è stato appena licenziato (rivelando il motivo per il quale desiderava la teiera a tutti i costi), si reca dal ragazzo per ottenere il potere del drago. I suoi scagnozzi però gli si rivoltano contro e uno di essi, Pockets, ruba la teiera e fa precipitare il signor Wang dall’edificio, per poi invocare Long ed esprimere il suo desiderio di trasformare in oro tutto ciò che tocca. Ormai in fin di vita il signor Wang viene raggiunto da Li Na che in lacrime, rivela al padre di non aver mai desiderato lo stile di vita che lui le ha concesso ma che semplicemente lui ci fosse per lei. Din assiste alla scena e si getta all’inseguimento degli uomini. Lo scontro però si sposta nel cielo sulla groppa del drago ma la teiera viene sottratta a Din rendendo pertanto impossibile al ragazzo vedere Long (il drago infatti è visibile solo a chi è l’attuale possessore della teiera): il ragazzo sembra spacciato ma ad intervenire è lo stesso Long che si sacrifica ponendosi come scudo e venendo ricoperto d’oro così come Pockets, ed entrambi precipitano in acqua, sprofondando sul fondo del fiume. 
Grazie al suo atto d’amore Long tornato alle porte del paradiso, si è guadagnato l’ingresso al Regno degli Spiriti ma egli è deciso a rifiutare questo privilegio perché Din deve ancora esprimere il suo ultimo desiderio e ciò lo porta a litigare con il Dio che però alla fine lo rispedisce sulla Terra. Long riemerge dalle acque ed esprime così l’ultimo desiderio di Din, ovvero salvare la vita del signor Wang il quale dopo essersi risvegliato vede il drago con i suoi stessi occhi, intuendo che è merito di Din se egli ora è salvo. Li Na e il padre fanno così visita a Din e alla madre che nel mentre si sono riappacificati e il signor Wang, assaggiando la squisita zuppa di ravioli della signora Song, decide di aprire un ristorante con i piatti preparati dalla signora mentre Din e Li Na si ricongiungono.   
Il giorno dell’apertura del ristorante, Din scorge tra le tazze nel ripostiglio la teiera di Long ed entusiasta lo invoca. Il drago spiega di essere stato punito nuovamente dal Dio per avergli imposto di riportarlo sulla Terra ma è comunque sereno  perché il ragazzo doveva ancora esprimere il suo ultimo desiderio. Din capisce quindi che Long ha sacrificato il suo sogno per lui e lo abbraccia sotto lo sguardo impietrito della madre (che però non è in grado di vedere il drago). Dopo un toccante arrivederci Din posa la teiera contenere Long pronto a servire nuovamente altri dieci padroni, su un carrello trainato proprio dal Dio che urlando per le vie di Shanghai, si allontana dalla città.

## Distribuzione
La distribuzione del film era originariamente prevista per il 26 luglio 2019 in Cina e Stati Uniti, ma poi è stata ritardata al 2021.

## Promozione
Il trailer italiano del film è stato pubblicato da Netflix il 21 maggio 2021.